# I. e. 334
Évszázadok: i. e. 5. század – i. e. 4. század – i. e. 3. század
Évtizedek: i. e. 380-as évek – i. e. 370-es évek – i. e. 360-as évek – i. e. 350-es évek – i. e. 340-es évek – i. e. 330-as évek – i. e. 320-as évek – i. e. 310-es évek – i. e. 300-as évek – i. e. 290-es évek – i. e. 280-as évek
Évek: i. e. 339 – i. e. 338 – i. e. 337 – i. e. 336 –  i. e. 335 – i. e. 334 – i. e. 333 – i. e. 332 – i. e. 331 – i. e. 330 – i. e. 329

## Események

### Perzsa Birodalom
- Meghal a kis-ázsiai Kária szatrapája, Pixódarosz. Utóda veje, Orontobatész.
- A kis-ázsiai perzsa szatrapák májusban Zeleiában gyűlnek össze, megvitatni hogyan kezeljék a makedón fenyegetést. Rodoszi Memnón azt javasolja, hogy kerüljék a nyílt ütközeteket és a felperzselt föld taktikájával védekezzenek, de Hellészpontoszi Frígia kormányzója, Arszitész kijelenti, hogy nem fogja felégetni a tartományát és Memnón javaslatát elvetik.

### Makedónia
- Nagy Sándor Antipatroszra hagyja országa kormányzását és átkel a Dardanellákon Kis-Ázsiába. Serege mintegy 30 ezer gyalogosból és 5 ezer lovasból áll; közülük 14 ezer makedón, 7 ezer pedig görög.
- Májusban Nagy Sándor a Márvány-tenger közelében a granikoszi csatában legyőzi a Rodoszi Memnón vezette perzsa sereget. A perzsákat segítő görög zsoldosok nagy részét lemészárolják, kétezret fogolyként küldenek Makedóniába.
- Lüdia fővárosa, Szardeisz megadja magát, Nagy Sándor az ión partvidéken halad dél felé. Kária székhelyét, Halikarnasszoszt ostrommal beveszi, a védelmet irányító Orontobatész és Rodoszi Memnón hajón menekül. Nagy Sándor Káriát Adára bízza, aki korábban is kormányozta már a tartományt, mielőtt sógora, Pixódarosz elűzte.
- Az ióniai városok többsége nyitott kapukkal várja Nagy Sándort, de Milétoszt ostrommal kell elfoglalnia.

### Itália
- Épeiroszi Alexandrosz a tarentumiak kérésére átkel Dél-Itáliába, hogy segítse őket a lucanusok és a bruttiusok ellenében.
- Rómában Spurius Postumius Albinust és Titus Veturius Calvinust választják consullá, akik a sidicinusok elleni háborúban feldúlják az ellenség földjeit. Mivel attól tartanak, hogy a szamniszok is ellenségesek lehetnek, Publius Cornelius Rufinust dictatorrá nevezik ki, de szertartási hiba miatt lemond.[1]

## Kína
- Vej és Csi államok vezetői elismerik egymást királynak, államaikat függetlennek tekintik, a Csou-dinasztia hatalma már csak névleges.

## Halálozások
- Pixódarosz, Kária szatrapája

## Fordítás
- Ez a szócikk részben vagy egészben  a(z)   334 BC című angol Wikipédia-szócikk ezen változatának fordításán alapul.  Az eredeti cikk szerkesztőit annak laptörténete sorolja fel. Ez a jelzés csupán a megfogalmazás eredetét és a szerzői jogokat jelzi, nem szolgál a cikkben szereplő információk forrásmegjelöléseként.